# Список Гандзюк
Список Гандзюк — перелік кримінальних справ щодо нападів на українських громадських діячів та активістів, що сталися з початку 2017 року. У списку 56 справ, серед яких 5 вбивств. Усі справи залишилися не розкритими, їх замовників не названо, розслідування справ або взагалі не відбуваються, або ж тривають дуже мляво[виправити стиль].
| №  | Потерпілий(ла)                                       | Дата скоєння нападу | Місце нападу                           | Обставини нападу |
| -- | ---------------------------------------------------- | ------------------- | -------------------------------------- | ---------------- |
| 1  | Андрій Верба                                         | 16 лютого 2017      | м. Дніпро                              |                  |
| 2  | Михайло Берчук                                       | 14 березня 2017     | смт. Власівка, Кіровоградська область  |                  |
| 3  | Євген Матковський                                    | 11 квітня 2017      | м. Херсон                              |                  |
| 4  | Володимир Садиков                                    | 29 квітня 2017      | м. Марганець, Дніпропетровська область |                  |
| 5  | Віктор Гануляк                                       | 3 травня 2017       | м. Львів                               |                  |
| 6  | Світлана Підпала                                     | 24 червня 2017      | м. Одеса                               |                  |
| 7  | Константин Бєлов                                     | 9 липня 2017        | м. Запоріжжя                           |                  |
| 8  | Сергій Чагаров                                       | 13 липня 2017       | с. Гатне, Київська область             |                  |
| 9  | Євген Дідківський                                    | 15 липня 2017       | м. Коростишів, Житомирська область     |                  |
| 10 | Анатолій та Ірина Бабій                              | 30 липня 2017       | с. Воскресенка, Запорізька область     |                  |
| 11 | Богдан Новак                                         | 29 серпня 2017      | м. Вінниця                             |                  |
| 12 | Дмитро Булах                                         | 30 серпня 2017      | м. Харків                              |                  |
| 13 | Георгій Бариленко                                    | 2 вересня 2017      | м. Одеса                               |                  |
| 14 | Аліна Радченко                                       | 11 вересня 2017     | м. Одеса                               |                  |
| 15 | Євген Лісічкін                                       | 18 вересня 2017     | м. Харків                              |                  |
| 16 | Ігор Захарченко                                      | 22 жовтня 2017      | м. Одеса                               |                  |
| 17 | Артур Сторожук                                       | 31 жовтня 2017      | м. Хмельницький                        |                  |
| 18 | Олександр Пилипчук                                   | 10 листопада 2017   | с. Стрижівка, Житомирська область      |                  |
| 19 | Лариса Гольник                                       | 22 листопада 2017   | м. Полтава                             |                  |
| 20 | Ірина Ноздровська                                    | 29 грудня 2017      | м. Вишгород, Київська область          |                  |
| 21 | Борис Бичков                                         | 5 січня 2018        | м. Кривий Ріг                          |                  |
| 22 | Борис Золотченко                                     | 21 січня 2018       | м. Кривий Ріг                          |                  |
| 23 | Сергій Стерненко                                     | 7 лютого 2018       | м. Одеса                               |                  |
| 24 | Сергій Корнієвський                                  | 28 лютого 2018      | м. Київ                                |                  |
| 25 | Василь Дмитришин                                     | 2 березня 2018      | м. Дрогобич, Львівська область         |                  |
| 26 | Валерій Аіріні, Микола Петіченко                     | 7 березня 2018      | м. Чернівці                            |                  |
| 27 | Валерій Аіріні, Микола Петіченко                     | 10 березня 2018     | м. Чернівці                            |                  |
| 28 | Сергій Мокряков                                      | 16 березня 2018     | м. Кривий Ріг                          |                  |
| 29 | Микола Ярема                                         | 26 березня 2018     | м. Київ                                |                  |
| 30 | Валентина Аксьонова                                  | 30 квітня 2018      | м. Київ                                |                  |
| 31 | Олег Філіпас                                         | 29 квітня 2018      | м. Кременчук                           |                  |
| 32 | Сергій Стерненко                                     | 1 травня 2018       | м. Одеса                               |                  |
| 33 | Дмитро Вербич                                        | 2 травня 2018       | м. Київ                                |                  |
| 34 | Микита Тютюнник                                      | 9 травня 2018       | м. Херсон                              |                  |
| 35 | Всеволод Новохатько                                  | 24 травня 2018      | м. Дніпро                              |                  |
| 36 | Сергій Стерненко                                     | 24 травня 2018      | м. Одеса                               |                  |
| 38 | Борис Золотченко                                     | 30 червня 2018      | м. Кривий Ріг                          |                  |
| 39 | Віталій Устименко                                    | 5 червня 2018       | м. Одеса                               |                  |
| 40 | Микола Бичко                                         | 5 червня 2018       | смт. Есхар, Харківська область         |                  |
| 41 | Сергій Нікітенко                                     | 18 червня 2018      | м. Херсон                              |                  |
| 42 | Віталій Шабунін                                      | 17 липня 2018       | м. Київ                                |                  |
| 43 | Володимир Дергільов, Антон Чорноморець, Сергій Тишик | 25 липня 2018       | м. Авдіївка, Донецька область          |                  |
| 44 | Сергій Раковський                                    | 27 липня 2018       | м. Дубно, Рівненська область           |                  |
| 45 | Катерина Гандзюк                                     | 31 липня 2018       | м. Херсон                              |                  |
| 46 | Віталій Олешко                                       | 31 липня 2018       | м. Бердянськ                           |                  |
| 47 | Микола Кузаконь, Григорій Козьма                     | 2 серпня 2018       | м. Одеса                               |                  |
| 48 | Віталій Чернявський                                  | 2 серпня 2018       | м. Кам'янське                          |                  |
| 49 | Ігор Гришачов                                        | 8 серпня 2018       | м. Вишневе, Київська область           |                  |
| 50 | Сергій Чагаров                                       | 27 серпня 2018      | с. Гатне, Київська область             |                  |
| 51 | Павло Карась                                         | 29 серпня 2018      | с. Геронимівка, Черкаси                |                  |
| 52 | Віктор Дібров                                        | 5 вересня 2018      | м. Миколаївка, Донецька область        |                  |
| 53 | Олег Михайлик                                        | 22 вересня 2018     | м. Одеса                               |                  |
| 54 | Артем Морока                                         | 22 вересня 2018     | м. Кривий Ріг                          |                  |
| 55 | Сергій Лукін                                         | 22 вересня 2018     | м. Запоріжжя                           |                  |
| 56 | Костянтин Федосов                                    | 24 вересня 2018     | м. Вінниця                             |                  |